# ウッドクリフ・レイク
ウッドクリフ・レイク（Woodcliff Lake）は、アメリカ合衆国ニュージャージー州バーゲン郡にある町（ボロ）。人口は5,839人（2019年推計）。ニューヨークの郊外都市である。住民は富裕層が多い。同名のウッドクリフ・レイク (貯水池)がある。

## 歴史
1894年8月31日にオリヴィ・タウンシップとワシントン・タウンシップから独立してできたウッドクリフが元になっている。
1910年3月1日に同じ名称の貯水池が完成したタイミングで名称をウッドクリフ・レイクとした。
この町には18世紀の歴史的な建造物が今もなお存在するが、時が経ちリフォームが繰り返され、当時の面影をとどめているものは少ない。

## 交通
ニュージャージー・トランジットのパスカック・バレー線の駅、ウッドクリフ・レイク駅がある。
町にはニュージャージ・トランジットの路線バスが走っており、ニューヨークシティやニュージャージー州ホーボーケンまでのアクセスが良い。